# 患者 (马来西亚电视剧)
《患者》（英語：The Patient)是Astro Originals series制作和马来西亚狂人影像制作公司制作的艾滋病题材电视剧。本剧由陈子颖、庄可比领衔主演，并由梅静萱、潘谦乐、陈沛江、林奕廷、释福如、陈鸿、蔡宝珠、温慧茵、叶良财等联合主演。

## 播出时间

### 首播
| 频道      | 国家     | 播放日期      | 首播時间                     |
| --------- | -------- | ------------- | ---------------------------- |
| Astro双星 | 马来西亚 | 2023年2月19日 | 每周日 20:30 - 21:30播出一集 |
| Astro Go  | 马来西亚 | 2023年2月19日 | 每周日上线一集               |
| Sooka     | 马来西亚 | 2023年2月19日 | 每周日上线一集               |

## 故事大纲
故事从《太阳照不到的地方》纪录片展开，纪录片主人公方思沛（陈子颖 饰演）是一名艾滋病毒感染者，她向主持人娓娓道来她的故事......
数年前，思沛也曾是一位平凡的女生，有和睦的家庭、稳定的工作、还有谈婚论嫁的对象。然而天不遂人愿，正筹备婚礼的准新娘思沛遭报复社会刘源升（叶良财 饰演）性侵，感染艾滋病毒。当晚思沛和未婚夫朱家尧（庄可比 饰演）因婚后的工作安排气了争执，思沛在争执后独自一人回家，在昏暗的后巷遭到源升的性侵，等到家尧发现时已为时已晚。
送往医院治疗和报警后，思沛和家尧选择隐瞒家人，装作无事发生继续过日子。思沛压抑心中悲伤，继续正常上班生活。妹妹方思敏（梅静萱 饰演）无意间看见立案书而得知思沛被性侵的事情，她努力想替姐姐出头，却不料让思沛越发感到压力。思敏把事情告诉爸爸方志鸿（陈沛江 饰演）和弟弟方思齐（潘谦乐 饰演），二人虽心疼思沛，但基于尊重，也选择隐瞒，用自己的方式去关心思沛。不久后，家尧爸爸朱兴德（陈鸿 饰演）因轻微中风入院，让本就焦头烂额的家尧倍感压力。祸不单行，思沛得知刘源升被逮捕的消息，同时还传来了他是艾滋病患者的消息。怀着忐忑不安的心去检测，思沛最终证实感染了艾滋病毒。
突如其来的生活巨变，考验了她与未婚夫家尧的情感。 原本亲如一家的准公婆因为对疾病的无知与恐惧，在心里埋下了疙瘩。同时，思敏又不慎泄漏了思沛是艾滋病毒携带者的秘密，经网上传播，外界舆论一发不可收拾，歧视无所不在，严重影响了她与家尧的感情，甚至还影响了她的工作。多重打击之下，思沛痛恨外界给予她的标签，也对自己的经历无从释怀，重遇刘源升后，思沛接近他的妻儿，动了对其家人报复的念头......

## 演员表

### 方家
| 演员   | 角色   | 介绍 |
| 陈沛江 | 方志鸿 | 陈淑琼之丈夫 方思沛、方思敏、方思齐之爸爸 谢智妍之舅舅                                                                                                   |
| 林奕廷 | 陈淑琼 | 方志鸿之妻子 方思沛、方思敏、方思齐之妈妈 谢智妍之舅母                                                                                                   |
| 陈子颖 | 方思沛 | 艾滋病毒感染者 方志鸿、陈淑琼之长女 方思敏、方思齐之姐姐 朱家尧之未婚妻，最终分手 谢智妍之表姐 于第1集被刘源升强奸而被其感染艾滋病 于第3集确诊感染艾滋病 |
| 梅静萱 | 方思敏 | 方志鸿、陈淑琼之次女 方思沛之妹妹 方思齐之姐姐 谢智妍之表妹                                                                                              |
| 潘谦乐 | 方思齐 | 方志鸿、陈淑琼之幼子 方思沛、方思敏之弟弟 谢智妍之表弟                                                                                                   |

### 朱家
| 演员   | 角色   | 介绍                                        |
| 陈鸿   | 朱兴德 | 张玉芬之丈夫 朱家尧之爸爸 于第1集中风       |
| 释福如 | 张玉芬 | 朱兴德之妻子 朱家尧之妈妈                   |
| 庄可比 | 朱家尧 | 朱兴德、张玉芬之子 方思沛之未婚夫，最终分手 |

### 刘家
| 演员   | 角色   | 介绍                                                                                       |
| 蔡宝珠 | 王贵珠 | 刘源升之妈妈 江宝燕之家婆 刘可米之奶奶                                                     |
| 叶良财 | 刘源升 | 艾滋病患者 前银行经理 江宝燕之丈夫，后离婚 于第1集强奸方思沛 于第2集因再次强奸而被警方逮捕 |
| 温慧茵 | 江宝燕 | 艾滋病毒感染者 刘源升之妻子，后离婚 王贵珠之媳妇                                           |
| 郑婼芯 | 刘可米 | Kimmy 艾滋病毒感染者 刘源升、江宝燕之女 王贵珠之孙女                                       |

### 其他角色
| 演员   | 角色       | 介绍                                                                             |
| 朱健美 | 马莉莎     | Melissa 方思沛之同事                                                             |
| 陈心雅 | 陈玉颖     | 方思沛之同事                                                                     |
| 黄伟添 | 阿林       | 方思沛之同事                                                                     |
| Zetty  | Shikin     | 方思沛之同事                                                                     |
| 钟丽珍 | 熟客甲     | 杂货店熟客                                                                       |
| 黄建珠 | 糕点嫂     | 陈淑琼之朋友                                                                     |
| 刘文捷 | 林老师     | 方思齐之老师                                                                     |
| 叶鸿骏 | 林靖轩     | 方思齐之好友                                                                     |
| 沈美美 | 幼儿园园长 | 刘可米之幼儿园园长 于第2集因得知刘可米为艾滋病毒感染者而要求其转校               |
| 黄子恩 | 谢智妍     | 方思沛之表妹 方思敏之表姐兼同学 方思齐之表姐 于第5集曝光方思沛患病的事以博取热度 |
| 邓芯如 | 侯欣怡     | 方思敏之同学                                                                     |
| 洪宇佳 | 李慧妤     | 方思敏之同学                                                                     |
| 廖美莉 | 花姐       | 陈淑琼之朋友                                                                     |

### 特别演出
| 演员   | 角色   | 介绍                                          |
| 庄文杰 | 文杰   | 太阳照不到的地方纪录片主持人                  |
| 邓壹龄 | 面包婆 |                                               |
| 盛天俊 | Jasper | 艾滋病毒感染者 PT Foundation义工 方思沛之朋友 |
| 原腾   | Justin | 艾滋病毒感染者 PT Foundation义工 方思沛之朋友 |
| 张咏华 | Mr Yap | 叶经理 方思沛之上司                           |

## 注明
1. ↑  余荟芬. . 东方日报. 2022-10-07. （原始内容存档于2024-01-26）.

## 电视节目的变迁
| 马来西亚 Astro 双星 HD 星期日 20:30 - 21:30 · | 马来西亚 Astro 双星 HD 星期日 20:30 - 21:30 · | 马来西亚 Astro 双星 HD 星期日 20:30 - 21:30 · |
| --------------------------------------------- | --------------------------------------------- | --------------------------------------------- |
|                                               | 患者 (2023年2月19日—2024年4月23日)            |                                               |
| 姐就是要酱过年 (2022年12月11日—2023年2月12日) | 节目关闭 (本地电视剧、取代Astro AEC播出)      |                                               |